# Ambrosio O'Higgins
Ambrosio Bernardo O'Higgins y O'Higgins (en irlandés: Ambrós Brían hUiginn, en inglés: Ambrose Bernard O'Higgins; Ballenary, Reino de Irlanda; 1720-Lima, Imperio español; 18 de marzo de 1801) fue un militar y gobernador de origen irlandés al servicio del Imperio español que ocupó los cargos de gobernador del reino de Chile y virrey del Perú. Ostentó los títulos de I marqués de Osorno, I barón de Ballenary y caballero de la Orden de Santiago.
Fue el padre de Bernardo O'Higgins, prócer de la Independencia de Chile Se le describe de la siguiente manera:

...don Ambrosio O'Higgins de Vallenar o Ballenary, [...] había de subir desde el humilde puesto de sobrestante o mayordomo de trabajos públicos hasta el muy elevado de presidente de Chile, y después hasta el más excelso de virrey del Perú.

## Vida y trabajo
Ambrosio Bernardo O’Higgins y O'Higgins (bautizado en irlandés Ambrós Brían hUiginn y en inglés Ambrosio Bernardo O'Higgins) fue hijo de Charles O’Higgins y de su esposa y pariente Margaret O’Higgins (hija de William O'Higgins y de sus esposa Winnifred O’Fallon), su abuelos paternos fueron Charles O’Higgins de Ballenary y su esposa Margaret Brehan. El bisabuelo de Charles O’Higgins, Seán Duff O’Higgins, tenía el título territorial de Tiarna o señor de Ballynary, y estaba casado con Margaret O’Connor, una dama de la casa real de O’Connor del castillo de Ballintuber, quienes reinaron sobre Connacht hasta el año 1475. Dos O'Connor fueron altos reyes de Irlanda desde 1120 hasta 1193.
Los O'Higgins poseyeron grandes extensiones de tierras en los condados irlandeses de Sligo, Westmeath y Mayo, pero con las expropiaciones realizadas por Oliver Cromwell contra los católicos, y con las deportaciones de inquilinos hacia el condado de Sligo después de la conquista de Irlanda por el mismo Cromwell, las tierras de los O'Higgins se redujeron cada vez más. Debido a esto, el clan O'Higgins emigró al condado de Meath, donde se convirtieron en pequeños arrendatarios/campesinos al servicio de la familia Rowley-Langford. De hecho, se dice que Ambrosio fue empleado por Lady Jane Rawley.
En 1751, Ambrosio arriba a Cádiz, donde se dedica al comercio como empleado de la firma Butler Trading House. Como irlandés y católico, le fue posible emigrar legalmente a la América española en 1756.
Tras pasar por la Capitanía General de Chile y Virreinato del Perú, una mala racha de negocios lo devolvió a Cádiz en 1760. De allí retornó a Chile en 1761, como asistente de otro irlandés, el ingeniero John Garland. Trabajó como dibujante y diseñó los refugios cordilleranos que posibilitaron tener correo todo el año entre Santiago y Buenos Aires.
En 1766, durante un viaje a España, se le aconsejó afincarse en Chile, donde se le asignaron diversos trabajos de ingeniería. Mientras permanecía en la zona de la frontera, en 1769 estalló una nueva guerra con los mapuches, tras lo cual se estableció la movilización de los extranjeros residentes. Enrolado bajo el rótulo de "aventurero", participó en varias acciones bélicas contra los mapuches. Durante su residencia en Los Ángeles, donde vivió durante casi 18 años, fue nombrado (en 1770) capitán del Cuerpo de Dragones de la frontera, alcanzando tres años después el grado de teniente coronel y, en 1780, la comandancia general y el cargo de inspector de milicias.
En 1782 era maestro de campo de Concepción. Entre 1786 y 1788 asumió como primer Intendente de Concepción.
Cercano y leal al gobernador Ambrosio de Benavides Medina, tras la muerte de este, fue postulado para llenar la vacante. Fue nombrado Gobernador de Chile, pese a las pretensiones de Tomás Álvarez de Acevedo. Asumió el cargo en propiedad en mayo de 1788.

### Gobernador de Chile

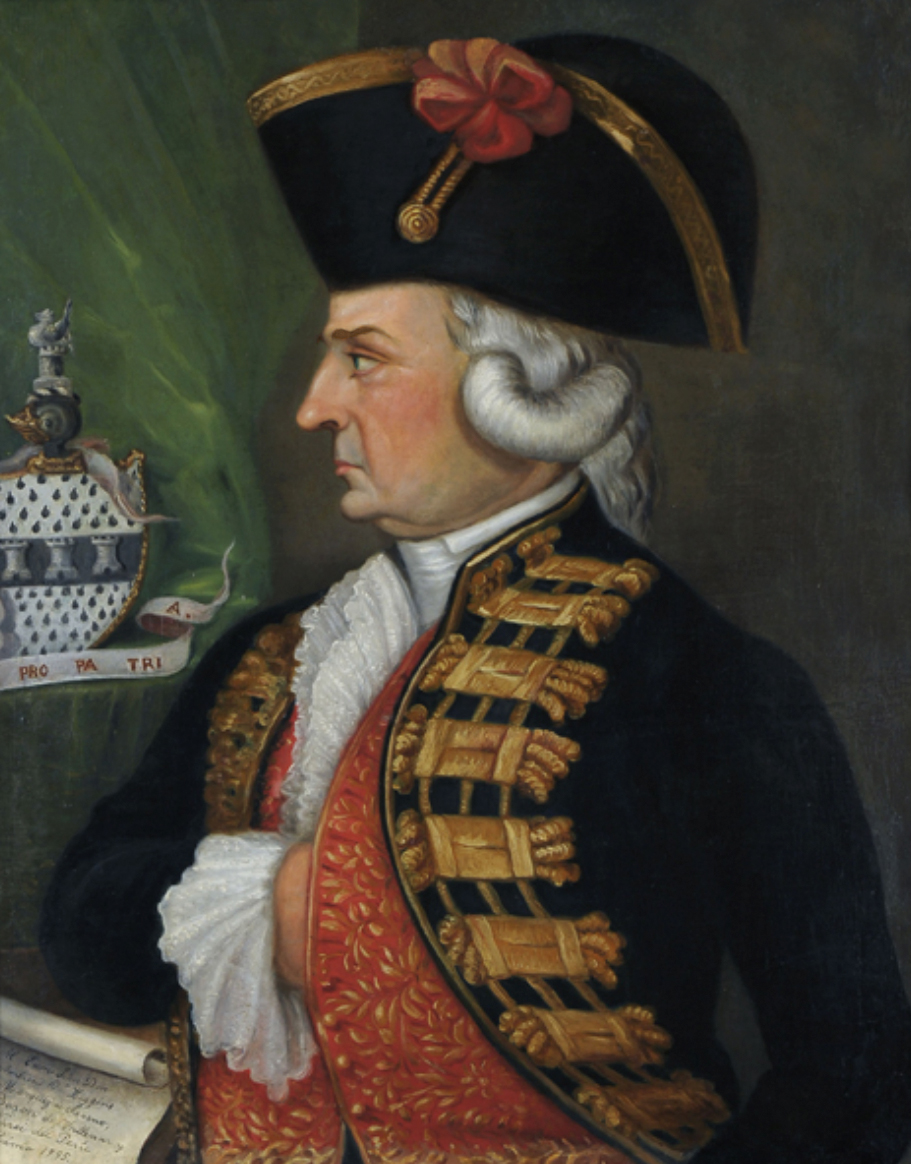
Retrato anónimo de Ambrosio O'Higgins.

Considerado uno de los gobiernos más emprendedores del Reino de Chile, su gestión (1788-1796) se ajustó a las políticas que desde la metrópoli se señalaban. Coherente con los principios del despotismo ilustrado, conjugó el fomento del progreso con el ejercicio de una autoridad imponente, pero no avasalladora. Muchas fueron las obras y medidas realizadas durante su administración, pero destacan sus esfuerzos organizativos en la pesca, agricultura, minería y comercio —tanto interno como externo—, procurando, además, ordenar las finanzas del Reino.
Desarrolló primeramente en el norte y centro del país un plan de fundación de ciudades que incluyeron: Illapel, Combarbalá, Vallenar y Los Andes.
Respecto a los indígenas, prosiguió y fortaleció la política de paz, celebrando el parlamento de Negrete y el parlamento de Las Canoas de 1793. Gracias a ello, igualmente pudo implantar en el sur del país, su plan de fundación de ciudades como Constitución, Linares, Parral y la refundación de Osorno (en esta última ciudad estuvo de residente en el Fuerte Reina Luisa).
En Santiago inició la construcción de los tajamares del río Mapocho; igualmente inició en 1795 las obras del camino que uniría la capital con Valparaíso por las cuestas Lo Prado y Zapata.
También se reconoce su aporte en la incorporación de la estadística, siguiendo el camino del gobernador Agustín de Jáuregui, al llevar a cabo entre 1791 y 1796 un censo de la población indígena «infiel», que será utilizado en los primeros censos oficiales de la República, a partir del censo de 1813.

### Virrey de Perú
En 1796 fue designado virrey del Perú, virreinato que desde 1776 comprendía los actuales territorios de Perú, el norte de Chile, y parte del oeste de Brasil; y la ciudad chilena de Osorno, que entre el 1 de junio de 1798 y el 28 de octubre de 1802 estuvo bajo la jurisdicción directa del virrey del Perú.
Siendo este virreinato el dominio más rico del Imperio español, el título de virrey era una destacada distinción. Cuando se declaró la guerra entre Gran Bretaña y España en 1797, O'Higgins tomó medidas activas para la defensa de la costa, fortaleciendo las fortificaciones del Callao y construyendo un fuerte en Pisco. Proyectó y construyó una nueva calzada de Lima al Callao, y su principal atención durante su corta administración estuvo dirigida al mejoramiento de los medios de comunicación. Fue destituido de su cargo en 1800 cuando se reveló que su hijo Bernardo había participado de una conspiración contra la corona. Al año siguiente fallecería esperando a su sucesor, producto de un aneurísma. Sus restos reposan en la Basílica de San Pedro, de los jesuitas en Lima.

## Familia
Durante los años en que residía en el sur de Chile, en la ciudad de Los Ángeles, conoció a la joven chilena Isabel Riquelme, con quien tuvo una relación amorosa y en 1778 un hijo, Bernardo O'Higgins, quien sería protagonista de la Independencia de Chile. Él le prometió matrimonio, pero la ley indiana prohibía el matrimonio entre funcionarios públicos y mujeres criollas sin la autorización de la corona. Desatender esta ley era arriesgar la carrera y la posición. No se sabe por qué él no buscó el permiso, pero no hubo matrimonio aun cuando Isabel quedó embarazada. Si bien no reconoció legalmente a su hijo, lo mantuvo económicamente, dejándolo bajo la tutela de su amigo Juan Albano Pereira Márquez en San Agustín de Talca. Posteriormente, en su juventud, lo enviaría a Europa a cargo de Nicolás de la Cruz y Bahamondes, quien fuera posteriormente el primer conde de Maule.

## Legado

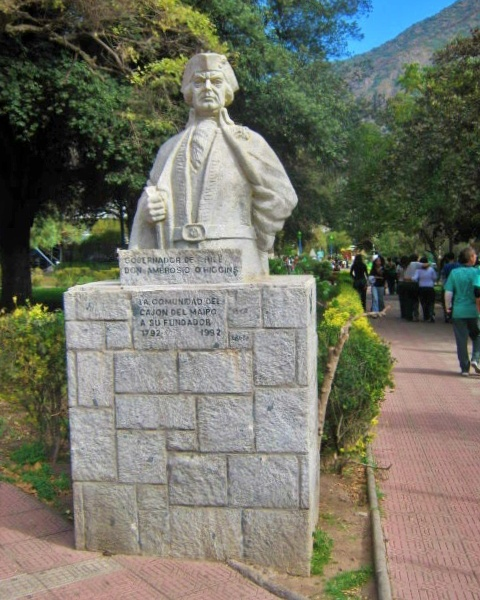
Monumento a O'Higgins en plaza de San José de Maipo

- La Ciudad de Vallenar, en Chile, lleva tal nombre en honor al lugar de nacimiento de O'Higgins, Ballenary.
- El trazado de la actual Ruta 68 de Santiago a Valparaíso.
- Monumentos a O'Higgins en: la Plaza Merrion en Dublín, la placa recordatoria a orillas del río Garavogue en Sligo y también el pequeño monumento a orillas del lago Arrow, en Ballenary, en Irlanda. Monumentos en Chile: Parral, Los Andes, San José de Maipo y Vallenar.

### Cine y televisión
- Aparece en dos películas sobre Bernardo O'Higgins:
  - O'Higgins, vivir para merecer su nombre, telefilme que forma parte de la miniserie Héroes (2007) de Canal 13. Interpretado por Héctor Noguera.
  - El niño rojo (2014), miniserie televisiva de Mega, producida por la Televisión Española. Interpretado por el argentino Fernando Cia.

### Literatura
- El escritor peruano Ricardo Palma menciona a Ambrosio O'Higgins en dos de sus tradiciones:
  - De menos hizo Dios a Cañete: Texto español en Wikisource.
  - ¡A la cárcel todo Cristo!: Texto español en Wikisource.